# Marie et le Loup
Pour plus de détails, voir Fiche technique et Distribution.
Marie et le Loup est un film franco-belge réalisé par Ève Heinrich et sorti en 2003.

## Fiche technique
- Titre : Marie et le Loup
- Réalisation : Ève Heinrich
- Scénario : Ève Heinrich
- Photographie : Jérôme Colin
- Décors : Philippe Jacob
- Costumes : Virginie Alba
- Son : Stéphane Kah
- Montage : Gilles Volta
- Production : Saga Film - Arte France Cinéma
- Pays d'origine :  France -  Belgique
- Durée : 92 minutes
- Dates de sortie : 
  - Allemagne : 14 février 2003 (Berlin International Film Festival)
  - France : 24 mars 2004

## Distribution
- Zaïda Ghorab-Volta
- Marc Barbé
- Patrick Dell'Isola
- Dominique Frot
- Marc Betton
- Vincent Martin
- Georges Siatidis
- Thierry Waseige

## Sélections
- 2003 : Berlinale[1]